# Nyamwondo (periodiskt vattendrag i Cankuzo)
Nyamwondo är ett periodiskt vattendrag i Burundi.   Det ligger i provinsen Cankuzo, i den nordöstra delen av landet, 120 km öster om huvudstaden Bujumbura.
I omgivningarna runt Nyamwondo växer huvudsakligen savannskog. Runt Nyamwondo är det ganska tätbefolkat, med 108 invånare per kvadratkilometer.